# Parlament Gwinei Równikowej
Parlament Gwinei Równikowej – główny organ władzy ustawodawczej w Gwinei Równikowej. Ma charakter bikameralny i składa się z Izby Reprezentantów Ludowych, a także od 2012 roku z Senatu.
Izbę Reprezentantów Ludowych tworzy 100 deputowanych wybieranych w wyborach bezpośrednich na pięcioletnią kadencję z zastosowaniem ordynacji proporcjonalnej. W liczącym 70 członków Senacie 55 jest wybieranych drogą elekcji bezpośredniej, a 15 mandatów obsadzanych jest drogą nominacji prezydenckiej.